# 대호로
대호로(Daeho-ro) 충청남도 당진시 대호지면 조금삼거리에서 당진시 석문면을 잇는 도로이다.

## 주요 경유지
충청남도
- 당진시 (대호지면 . 고대면 . 석문면)

## 노선
| 이름        | 접속 노선                   | 소재지 | 소재지   | 비고 |
| ----------- | --------------------------- | ------ | -------- | ---- |
| 조금삼거리  | 4.4만세로                   | 당진시 | 대호지면 |      |
| 밤골고개    |                             | 당진시 | 대호지면 |      |
| 대호대교    |                             | 당진시 | 대호지면 |      |
|             | 고대면                      | 당진시 |          |      |
| 해창터널    |                             | 당진시 |          |      |
| 해창 교차로 | 고대로 해창길               | 당진시 |          |      |
| 파레 교차로 | 삼봉지로                    | 당진시 | 석문면   |      |
| 초락교      |                             | 당진시 | 석문면   |      |
| 사골 교차로 | 솔동길                      | 당진시 | 석문면   |      |
| 초락 교차로 | 초락1로                     | 당진시 | 석문면   |      |
| 삼봉 교차로 | 국도 제38호선 (북부산업로)  | 당진시 | 석문면   |      |
| 삼봉사거리  | 지방도 제615호선 (대호만로) | 당진시 | 석문면   |      |
| (이름없음)  | 석문방조제로                | 당진시 | 석문면   |      |

## 주요 시설및 건물
- 대호지119지역대 (대호로 7/조금리 164-4)
- 농협 대호지농협 본점 (대호로 8/조금리 162-1)
- 사성2리 마을회관 (대호로 394/사성리 106)
- 적서리 마을회관 (대호로 662/적서리 156-9)
- SK에너지 제일에스아이 주유소 (대호로 816/적서리 444-2)